# Liga Mexicana de Béisbol 1986
La Temporada 1986 de la Liga Mexicana de Béisbol fue la edición número 62. Para esta temporada hubo un cambio de sede, los Astros de Tamaulipas pasan a ser los Tuneros de San Luis quienes no participaban desde 1952. Los equipos se mantienen divididos en las Zona Norte y Zona Sur, ocho equipos en cada zona.
En la Serie Final los Ángeles Negros de Puebla obtuvieron su tercer campeonato al derrotar en 5 juegos a los Sultanes de Monterrey. El mánager campeón fue Rodolfo Sandoval.

## Equipos participantes
| Liga Mexicana de Béisbol 1986 |                              |           |                                        |                            |             |
| Zona                          | Equipo                       | Fundación | Ciudad                                 | Estadio                    | Capacidad   |
| Norte                         | Acereros de Monclova         | 1974      | Monclova, Coahuila                     | Monclova                   | 8,500       |
| Norte                         | Algodoneros de Unión Laguna  | 1940      | Torreón, Coahuila                      | Revolución                 | 9,500       |
| Norte                         | Bravos de León               | 1978      | León, Guanajuato                       | Domingo Santana            | 6,500       |
| Norte                         | Rieleros de Aguascalientes   | 1975      | Aguascalientes, Aguascalientes         | Alberto Romo Chávez        | 6,494       |
| Norte                         | Saraperos de Saltillo        | 1970      | Saltillo, Coahuila                     | Francisco I. Madero        | 16,000      |
| Norte                         | Sultanes de Monterrey        | 1939      | Monterrey, Nuevo León                  | Cuauhtémoc y Famosa        | 6,000       |
| Norte                         | Tecolotes de los Dos Laredos | 1940      | Nuevo Laredo, Tamaulipas Laredo, Texas | La Junta West Martin Field | 7,800 5,000 |
| Norte                         | Tuneros de San Luis          | 1926      | San Luis Potosí, San Luis Potosí       | 20 de Noviembre            | 6,500       |
| Sur                           | Ángeles Negros de Puebla     | 1938      | Puebla, Puebla                         | Hermanos Serdán            | 12,112      |
| Sur                           | Cafeteros de Córdoba         | 1934      | Córdoba, Veracruz                      | "Beisborama"               | 12,000      |
| Sur                           | Diablos Rojos del México     | 1940      | México, D. F.                          | Seguro Social              | 25,000      |
| Sur                           | Ganaderos de Tabasco         | 1975      | Villahermosa, Tabasco                  | Centenario 27 de Febrero   | 8,500       |
| Sur                           | Leones de Yucatán            | 1954      | Mérida, Yucatán                        | Kukulcán                   | 14,917      |
| Sur                           | Piratas de Campeche          | 1980      | Campeche, Campeche                     | Venustiano Carranza        | 6,000       |
| Sur                           | Rojos del Águila de Veracruz | 1903      | Veracruz, Veracruz                     | Deportivo Veracruzano      | 12,000      |
| Sur                           | Tigres Capitalinos           | 1955      | México, D. F.                          | Seguro Social              | 25,000      |

## Posiciones
| Zona Norte     | Zona Norte | Zona Norte | Zona Norte | Zona Norte |
| Equipo         | JG         | JP         | PCT        | JV         |
| -------------- | ---------- | ---------- | ---------- | ---------- |
| Monclova       | 76         | 51         | .598       | -          |
| Monterrey      | 72         | 56         | .563       | 5.0        |
| Aguascalientes | 70         | 56         | .556       | 5.5        |
| Dos Laredos    | 67         | 57         | .540       | 7.5        |
| San Luis       | 66         | 63         | .512       | 11.0       |
| Unión Laguna   | 60         | 65         | .480       | 15.0       |
| León           | 51         | 75         | .405       | 24.5       |
| Saltillo       | 52         | 78         | .400       | 25.5       |

| Zona Sur | Zona Sur | Zona Sur | Zona Sur | Zona Sur |
| Equipo   | JG       | JP       | PCT      | JV       |
| -------- | -------- | -------- | -------- | -------- |
| Puebla   | 88       | 41       | .682     | -        |
| Tigres   | 75       | 48       | .610     | 10.0     |
| Campeche | 70       | 57       | .551     | 17.0     |
| México   | 68       | 60       | .531     | 19.5     |
| Yucatán  | 61       | 68       | .473     | 27.0     |
| Córdoba  | 59       | 69       | .461     | 28.5     |
| Tabasco  | 52       | 74       | .413     | 34.5     |
| Águila   | 30       | 98       | .234     | 57.5     |

| Clasificado a los playoffs |

## Juego de Estrellas
El Juego de Estrellas de la LMB se realizó el 18 de junio en el Estadio Francisco I. Madero en Saltillo, Coahuila. La Zona Sur se impuso a la Norte 7 carreras a 5. José Juan Bellazetín de los Tigres Capitalinos fue elegido el Jugador Más Valioso del partido.

## Play-offs
|  | Primer Play off | Primer Play off |           |   | Finales de zona | Finales de zona |  |  | Serie Final | Serie Final |
|  |                 |                 |           |   |                 |                 |  |  |             |             |
|  |                 |                 |           |   |                 |                 |  |  |             |             |
|  |                 |                 |           |   |                 |                 |  |  |             |             |
|  |                 |                 |           |   |                 |                 |  |  |             |             |
|  | Aguascalientes  | 3               |           |   |                 |                 |  |  |             |             |
|  | Aguascalientes  | 3               |           |   |                 |                 |  |  |             |             |
|  | Monterrey       | 4               |           |   |                 |                 |  |  |             |             |
|  | Monterrey       | 4               | Monterrey | 4 |                 |                 |  |  |             |             |
|  | Zona Norte      |                 | Monterrey | 4 |                 |                 |  |  |             |             |
|  |                 | Monclova        | 3         |   |                 |                 |  |  |             |             |
|  | Dos Laredos     | Monclova        | 3         | 2 |                 |                 |  |  |             |             |
|  | Dos Laredos     |                 |           | 2 |                 |                 |  |  |             |             |
|  | Monclova        | 4               |           |   |                 |                 |  |  |             |             |
|  | Monclova        | 4               | Monterrey | 1 |                 |                 |  |  |             |             |
|  |                 |                 | Monterrey | 1 |                 |                 |  |  |             |             |
|  |                 | Puebla          | 4         |   |                 |                 |  |  |             |             |
|  | Campeche        | Puebla          | 4         | 2 |                 |                 |  |  |             |             |
|  | Campeche        |                 |           | 2 |                 |                 |  |  |             |             |
|  | Tigres          | 4               |           |   |                 |                 |  |  |             |             |
|  | Tigres          | 4               | Tigres    | 1 |                 |                 |  |  |             |             |
|  | Zona Sur        |                 | Tigres    | 1 |                 |                 |  |  |             |             |
|  |                 | Puebla          | 4         |   |                 |                 |  |  |             |             |
|  | México          | Puebla          | 4         | 2 |                 |                 |  |  |             |             |
|  | México          |                 |           | 2 |                 |                 |  |  |             |             |
|  | Puebla          | 4               |           |   |                 |                 |  |  |             |             |
|  | Puebla          | 4               |           |   |                 |                 |  |  |             |             |

## Designaciones
Se designaron como novatos del año a Eduardo Torres de los Saraperos de Saltillo y a Lorenzo Retes de los Tigres Capitalinos.

## Acontecimientos relevantes
- 4 de mayo: Kenneth Angulo de los Leones de Yucatán le lanza juego sin hit ni carrera de 7 entradas a los Tigres Capitalinos, en un partido disputado en Mérida, Yucatán y que terminó con marcador de 8-0.[2]
- 25 de mayo: Herminio Domínguez de los Piratas de Campeche le lanza juego sin hit ni carrera de 7 entradas a los Rojos del Águila de Veracruz, en un partido disputado en Veracruz, Veracruz y que terminó con marcador de 12-0.[3]
- Los Acereros de Monclova implantaron récord de cuadrangulares en una temporada con 203.[4]
- Willie Mays Aikens de los Ángeles Negros de Puebla impone nuevo récord (marca aún vigente) de carreras producidas en una temporada con 154.[5]
- Jack Pierce de los Bravos de León impone nuevo récord (marca aún vigente) de Home runs en una temporada con 54.[6]